# Rune Nilssen
Rune Meås Nilssen (Kristiansand, 24 ottobre 1975) è un ex calciatore norvegese, di ruolo portiere.